# Nagymizdó
Nagymizdó là một thị trấn thuộc hạt Vas, Hungary. Thị trấn này có diện tích 6,76 km², dân số năm 2010 là 127 người, mật độ 19 người/km².